# 코드론자노스
코드론자노스(Codrongianos, 사르데냐어: Codronzànu 또는 Codronzànos)는 사르데냐 이탈리아의 사사리도에 있는 코무네로, 칼리아리 북쪽으로 약 170 킬로미터 (110 mi), 사사리 (사르데냐) 남동쪽으로 약 13 킬로미터 (8 mi) 떨어진 곳에 있다.
코드론자노스는 다음 코무네와 접한다: 카르제게, 플로리나스, 오실로, 플로아게, 실리고.

## 주요 명소
- 사카르지아 대성당, 사르데냐에서 가장 유명한 로마네스크 건축 교회 중 하나이다.
- HVDC SACOI의 정지형 인버터 플랜트, 코르시카와 사르데냐의 전력망을 이탈리아 본토의 전력망과 연결하는 HVDC-전력 케이블이다.

## 인물
- 시복된 엘리자베타 산나 (본명 엘리자베타 산나 포르쿠) (1788-1857)